# 三上骨丸
三上 骨丸（みかみ ほねまる、8月12日 - ）は、日本の漫画家。男性。東京都出身。血液型B型。主に少年誌や少女誌で活動している。2006年に月刊少年ジャンプにて『妖怪王子アホ太郎』でデビュー。2007年にジャンプスクエアにて『罪花罰』で連載デビュー。
別名義に『雲雀ヶ丘 柿屋敷（ひばりがおか かきやしき）』。

## 作品リスト
- 妖怪王子アホ太郎（集英社、『月刊少年ジャンプ』2006年12月号、デビュー作）
- 罪花罰（集英社、『ジャンプスクエア』2007年12月号 - 2010年10月号[2]、全4巻）
- 繰繰綺譚（くるくるきたん）（集英社、『ジャンプスクエアII』2009年8月増刊号（Vol.003））
- 若きウツマルの悩み（集英社、『ジャンプSQ.19』2010年6月号[3] - 2011年3月号）
- 裏☆軽音部マルキドロック（集英社、『ジャンプスクエア』2011年1月号）
- ムゥムゥ♥スター[4]（集英社、『ジャンプSQ.LaB』2011年8月増刊号）
- 不思議学園おばけちゃん（集英社、『ザ マーガレット』2011年12月号、『マーガレット』2012年1号）
- 帰宅部の二人（『マーガレット』2012年8号）
- 告白マスター兄（『ザ マーガレット』2012年6月号）
- 刑事（でか）ダンス[5]（講談社、『ARIA』2012年7月号）
- お耽美容室 サロン・ド・キリヒコ（『ARIA』2012年11月号[6] - 2013年7月号、全1巻）
- ほねまる劇場（『マーガレット』2012年11号[7] - 2013年20号、『ザ マーガレット』2012年8月号 - 2013年10月号、全1巻）
- この世界で生きにくい君へ（『マーガレット』2014年6号[8] - 2015年6号[9]）
- ほねまる相談室（『ザ マーガレット』2014年6月号 - 2016年6月号）
- 当方桃太郎、全パート募集（集英社、『少年ジャンプ+』2014年9月[10] - 2015年3月、全1巻）
- ほねまる博物館（『ザ マーガレット』2015年6月号 - 2016年6月号）
- 魔莉骨董品店へようこそ（『ザ マーガレット』2015年10月号）
- 柘榴ノ地獄（小学館、『マンガワン』2017年8月11日配信[11] - 2018年3月9日配信、既刊1巻、「雲雀ヶ丘 柿屋敷」名義）
- イナズマイレブン アウターコード アンソロジー[12]（2018年12月12日発売[13]、小学館、原作：レベルファイブ、裏少年サンデーコミックス、ISBN 978-4-09-128750-2）
- たすけて〜囚われの2.5次元俳優〜（原作：ゆうきりん、集英社、『マンガMee』2020年1月8日配信[14] - 2020年3月18日配信[15]、マーガレットコミックスDIGITAL、全3巻）
  1. 2020年9月25日発売[16]
  2. 2020年9月25日発売[17]
  3. 2020年9月25日発売[18]
- たすけて〜読モの心霊スポット配信〜（原作：ゆうきりん、集英社、『マンガMee』2020年4月22日配信[19] - 2020年6月24日配信[20]、マーガレットコミックスDIGITAL、全4巻）
  1. 2020年9月25日発売[21]
  2. 2020年9月25日発売[22]
  3. 2020年9月25日発売[23]
  4. 2020年9月25日発売[24]
- ウサゴク〜極道、ウサギも極めます〜（コンパス、『LINEマンガ』2021年6月16日配信[25] - 連載中、コンパスコミックス、既刊6巻）
  1. 2021年9月11日発売[26]
  2. 2021年10月16日発売[27]
  3. 2021年12月25日発売[28]
  4. 2022年7月2日発売[29]
  5. 2022年11月5日発売[30]
  6. 2023年3月4日発売[31]